# Schiedsgutachten
Mit der Vereinbarung eines Schiedsgutachtens können Parteien einer rechtlichen Streitigkeit einzelne Rechts- und Tatsachenfragen verbindlich durch einen neutralen Dritten klären lassen. Die Ergebnisse des Schiedsgutachtens können vor Gericht dann nur noch eingeschränkt überprüft werden.
Voraussetzung für die Bindungswirkung eines Schiedsgutachtens ist eine entsprechende Vereinbarung zwischen den Parteien. Die Vereinbarung kann formfrei getroffen werden. Weil sie aber Möglichkeit einschränkt, Rechtsschutz vor staatlichen Gerichten zu erhalten, kann sie im Einzelfall sittenwidrig (§ 138 BGB) oder als AGB nach § 307 BGB unwirksam sein.

## Abgrenzung zu anderen Formen der Streitentscheidung
Anders als ein Schiedsrichter entscheidet der Schiedsgutachter nicht über einen ganzen Rechtsstreit, sondern nur über einzelne Aspekte. Eine Schiedsvereinbarung liegt daher vor, wenn die Parteien den Weg zu den ordentlichen Gerichten insgesamt ausschließen wollen. Demgegenüber ist ein Schiedsgutachten gewollt, wenn die Möglichkeit der gerichtlichen Überprüfung nach § 317 BGB bestehen soll.

## Arten von Schiedsgutachten
Die rechtswissenschaftliche Literatur unterscheidet verschiedene Arten von Schiedsgutachten:

### Vertragliche Leistungsbestimmung
Den Parteien eines Vertrags steht es frei, die vertraglich geschuldete Leistung nicht selbst festzulegen, sondern die Bestimmung einem Dritten zu überlassen. Das kann auch nachträglich der Fall sein: So können sich die Parteien eines Mietvertrags zunächst auf einen Mietpreis einigen und vereinbaren, dass die Miethöhe in bestimmten Abständen von einem neutralen Dritten angemessen angepasst wird. In beiden Fällen sind unmittelbar die § 317 ff. BGB anwendbar.

### Rechtsklärendes Gutachten
Haben die Parteien die vertraglich geschuldete Leistung zwar festgelegt, können aber den konkreten Leistungsinhalt nicht bestimmen, kann ein Schiedsgutachter herangezogen werden, um den Vertragsinhalt zu bestimmen. Beispiel ist die Bestimmung der „ortsüblichen“ oder „angemessenen“ Miete. Die § 317 ff. BGB sind analog anwendbar.

### Beweisgutachten
Schiedsgutachter können auch als Sachverständige herangezogen werden, um Feststellungen über Tatsachen zu treffen, z. B. über die Höhe des Schadens bei unsachgemäßer Ausführung eines Neubaus, den Zeitwert eines Pkw oder den Wert eines Unternehmens. Anders als ein gewöhnlicher Sachverständiger, dessen Ergebnisse im Prozess nur als Beweismittel verwendet werden können und dort der freien Beweiswürdigung nach § 286 ZPO unterliegen, bindet das Schiedsgutachten die Parteien. Die § 317 ff. BGB sind auch hier analog anwendbar.

## Rechtsmittel gegen Schiedsgutachten
Das Schiedsgutachten wird von Gerichten nach § 319 Abs. 1 S. 1 BGB nur darauf überprüft, ob es "offenbar unbillig" ist.
Bei der vertraglichen Leistungsbestimmung durch einen Schiedsgutachter prüft das Gericht in unmittelbarer Anwendung der Norm, ob die Leistungsbestimmung in grober Weise gegen Treu und Glauben verstößt und sich dies einem sachkundigen und unbefangenen Beobachter sofort aufdrängt. Der Maßstab ist objektiv, der Schiedsgutachter muss die Unbilligkeit also nicht verschuldet haben.
Bei rechtsklärenden und Beweisgutachten hat der Gutachter nicht nach billigem Ermessen, sondern richtig zu entscheiden. Das Schiedsgutachten ist in analoger Anwendung des § 319 Abs. 1 S. 1 BGB daher unverbindlich, wenn sich die Unrichtigkeit einem sachkundigen und unbefangenen Beobachter zumindest nach eingehender Prüfung aufdrängt.
Über den unmittelbaren oder entsprechenden Wortlaut des § 319 Abs. 1 S. 1 BGB hinaus behandelt die Rechtsprechung Schiedsgutachten auch dann als unverbindlich, wenn die Begründung des Gutachtens stark mangelhaft ist, weil das Bewertungsverfahren ungeeignet oder die Ausführungen nicht nachvollziehbar oder nicht nachprüfbar sind.